# 易德立斯
易德立斯（阿拉伯语：‎）是伊斯蘭教《古兰经》中提到的一名先知和教首。按照穆斯林的见解他是继塞斯之后的第三名先知。他是《古兰经》里出现的第二名先知。虽然古典时代和中世纪的许多穆斯林学者把易德立斯和赫耳墨斯·特里斯墨吉斯忒斯看作同一个人，但是伊斯兰教传统一致认为易德立斯就是《圣经》里的以諾。
《古兰经》描写他“是一个老实人”和“坚韧”，还说他被“提高到一个崇高的地位”。因为这些和其它类似的描述传统上易德立斯被看为就是《圣经》里的以诺。伊斯兰教传统一般认为他属于亚当的早期后人，并认为他是《古兰经》里提到的最早的先知，把他放在亚当和挪亚之间。易德立斯特殊的地位使得他成为许多伊斯兰民俗的典故和民俗。
据收集在《穆斯林聖訓實錄》中由马利克·阿本·阿纳斯叙述的《聖訓》穆罕默德在他的夜行登霄中在第四重天遇到易德立斯。随这个人物形成的传统使得他不仅仅是一名先知，而且还成为一名哲学家和神秘人物。许多后来的伊斯兰教神秘主义流派，包括蘇非主義，包括伊本·阿拉比和盧比含·巴克利都说他们在自己的神幻境界里遇到过易德立斯。

## 名字
有人认为易德立斯这个名字可能最初的意思是“翻译”。伊斯兰教传统认为先知拥有转送神的信息和神秘的角色，因此这个见解被普遍接受。8世纪的文献开始认为易德立斯有两个名字，易德立斯和以诺。有些文献甚至认为以诺是他的原名，而阿拉伯语里称他为易德立斯是因为他把自己的一生奉献给对他的祖先亚当和塞斯的圣书的研究。因此这些后来的文献也强调易德立斯的意思是“翻译”，或者和翻译这个角色很相似的意思。一些古典《古兰经》注释者说他“被称为易德立斯，其来源来自阿拉伯语中的dars，意识是‘研究’，指的是他对神的秘密的知识。”

## 《古蘭經》
《古蘭經》有两處提到易德立斯，在这两处他都被说成是一名智者。在第19蘇拉〈麥爾彥〉章里神说：
你應當在這部經典裡提及易德立斯，他是一個老實人，又是一個先知，我把他提高到一個崇高的地位。——《古兰经》第19章，阿亞56-57
此后在第21〈眾先知〉章易德立斯又获得赞美：
（你應當敘述）易司馬儀、易德立斯、助勒基福勒都是堅忍的。我使他們進入我的恩惠之中，他們確是善人。——《古兰经》第21章，阿亞85-86

## 生平和先知
易德立斯出生于巴比伦，今天的伊拉克。在他成为先知前他遵守亚当的儿子，先知塞斯，定下的规则。他年长后神授予他先知的能力。他活着的时候世界上还没有穆斯林。虽然一再告诫他周围的人但是大多数巴比伦人依然犯罪恶的行为，因此他决定离开巴比伦。一些他的族人跟他离开。对他们来说离开家园不是一件容易的事。
他们问易德立斯：“假如我们离开巴比伦，我们还会找到像这样的地方吗？”易德立斯回达说：“假如我们因为安拉移居，他会给我们提供一切。”因此他们跟随易德立斯离开。最后他们到达埃及。他们看到尼罗河。易德立斯站在它的岸边感谢安拉。

## 《聖訓》中的以諾
在《聖訓》裡，穆罕默德在一次的夜行登霄中來到了某層天堂，並與早期的先知之一易德立斯交談。
- 阿拔斯·本·馬立克傳述：……天堂的門開啟了，當我來到第四層天的時候，我見到了易德立斯。吉布利里告訴我：『他是易德立斯；向他打個招呼吧。』所以我向他打個招呼，他也向我打招呼，說：『歡迎你，虔誠的兄弟與虔誠的先知啊。』……（《布哈里聖訓》5：58：277）

此段《聖訓》則說易德立斯是個裁縫：
- 伊本·阿拔斯說：「達五德是鎧甲與盾的製作者，阿丹是個農夫，努哈是個木匠，易德立斯是個裁縫，而穆撒是個牧羊人。」（哈基姆聖訓）[19]

## 伊斯蘭傳統
在伊斯蘭傳統裡，以諾是在挪亞之前的先知。以諾草創了許多實用的學問，直到現在還為人們所使用著，例如書寫系統、數學、天文學等。根據伊斯蘭傳統，以諾時代的人們忘卻真主，因此世界遭逢旱災。不過以諾為他們祈禱，直至天降甘霖，終結了旱象。
在伊斯蘭傳統裡，根據《主的先知以諾》一書的說法，以諾與易德立斯是同一個人。《古蘭經》提到他，說他被真主提至天堂（在衣索匹亞教會所保存的《聖經》〈以諾書〉裡，他亦被提至天堂）。以諾還從天堂來到吉散（今埃及的吉薩），教導人們書寫，並告訴人們他在旅途中見到水的發源地（即山頂的白雪，特別是在極地）。他還告訴人們學習天文學的目的，並說他在各層天見到遭拘禁的惡魔，他們正在受天使們的拷打。某些惡魔正面臨刑罰，某些則將獲得開釋。
有一個非伊斯蘭傳統的說法認為，吉薩金字塔的建造是為了紀念以諾，因為他在那裡重返天堂。

## 穆斯林文学
伊斯兰文学说易德立斯约从40岁左右开始成为先知，这和穆罕默德成为先知的岁数相似。他生活的时期人们开始崇拜火。解经学点缀易德立斯的生活，说他把自己的时间分成两部分。每个星期里有三天易德立斯给他的人布道。另外四天他则完全用来崇拜神。许多注释者，比如塔巴里，称易德立斯拥有巨大的智慧和知识。
解经学说易德立斯是“最早使用笔的人”之一，“以及最早观测星的运动的人之一。他科学地确定了度量衡。”这些描述也被用来把易德立斯确认为以诺，因为这些描述很明显地说明易德立斯非常可能生活在亚当的直接后代的时期，而以诺也生活在这个时期。伊本·阿拉比说易德立斯是一名“哲学家先知”，并说他写了许多著作。一些其他学者也评论了易德立斯是这些著作的作者。此外据说他还做了一些发明，包括衣服。
注释者伊本·易斯哈格说易德立斯是第一个使用笔的人，还说他出生后亚当还活了308年。在他的《古兰经》注释里伊本·卡希爾就阿亚19：56-57说“先知在夜行登霄时在第四重天遇到他”。在一份聖訓里伊本·阿巴斯问卡尔布阿亚里说的“我把他提高到一個崇高的地位”是什么意思。卡尔布解释说：安拉告诉易德立斯：‘我将提升你与亚当的孩子们的作为同样多的天。’——他可能只是指易德立斯的寿命。因此易德立斯想提高他的作为和奉献。一个和他交好的天使去看他，他对天使说：‘安拉对我说如此如此，你能不能和死亡天使说一下，让我提高我的作为。’天使背上他把他带进天堂。在第四重天上他们遇到正在去往地上的死亡天使亚兹拉尔。携带易德立斯告诉他易德立斯此前说的话。死亡天使说：‘但是易德立斯在哪里？’携带易德立斯的天使回答道：‘他就在我的背上。’死亡天使说：‘太巧了！我被派去在第四重天堂留下他的灵魂。我一直在想假如他在地上的话我怎么能够在第四重天上扣留他呢？’他把易德立斯的灵魂从他的身体里取出，这就是阿亚里所说的：‘我把他提高到一個崇高的地位’。
早期关于易德立斯生平的作品说他公开了“30个经文段落”。因此许多早期的注释者认为易德立斯不但是一名先知，也是一名信使。一些现代注释者把这个说法与《圣经》《以諾書》和《以諾二書》里的經外書联系到一起。

## 辨认

### 以诺

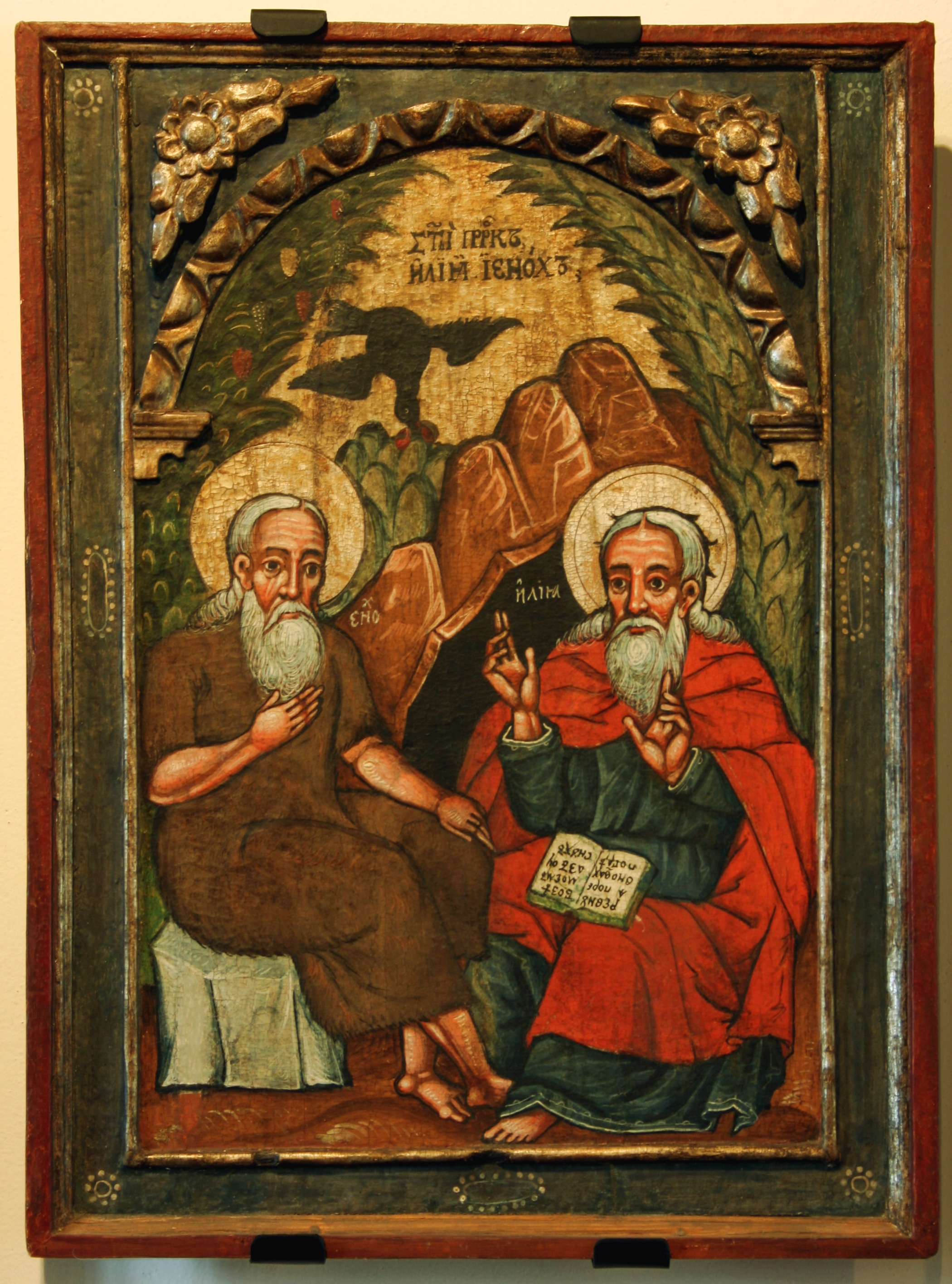
波兰萨诺克历史博物馆，17世纪圣像，以利亚和以诺

普遍认为易德立斯和以诺是同一人。许多早期《古兰经》注释者比如塔巴里和巴扎维确认易德立斯就是以诺。巴扎维说：“易德立斯是塞特的后代和诺亚的前辈，他的名字叫以诺。”但是现代学者怀疑这个意见，认为它缺乏明确的证明。《古兰经》翻译阿卜杜拉·约素福·阿里在他的第2508条注释里写道：
在《古兰经》里易德立斯被提到两次，一次在这里，一次在21张，第85阿亚，在那里他被提到是坚持不懈的人之一。他被辨认为是《圣经》里的以诺可能对，也可能不对。我们也无法确定第57阿亚是不是能够被理解为《創世記》里所说的（“神将他”），即他被提升到天堂，但是没有通过死亡之门。《古兰经》只告诉我们他是一个真理和至诚的人，是一名先知，在他的人里拥有一个高的地位。——[阿卜杜拉·约素福·阿里，《神圣的古兰经：原文，翻译和注释》
按照这个说法易德立斯的父亲是雅利德，他的母亲是巴尔卡纳，他的妻子是阿达纳。他的儿子瑪土撒拉甚至可能是诺亚的曾祖父。

### 赫耳墨斯·特里斯墨吉斯忒斯
一名后期阿拉伯作家写道赛伯伊人的宗教里有一个崇拜星的教派，说他们的教义是赫耳墨斯·特里斯墨吉斯忒斯通过先知亚迪姆恩传给他们的。
安托万·费弗尔在他的书《永恒的赫耳墨斯》（1995年）指出虽然在《古兰经》里没有提到赫耳墨斯这个名字，但是赫耳墨斯·特里斯墨吉斯忒斯在伊斯兰传统中有一席之地。一世纪伊斯兰希吉拉的圣徒传记作家和编年史家很快把易德立斯辨认为赫耳墨斯·特里斯墨吉斯忒斯，即19.56-57阿亚里提到的先知，阿拉伯人也把他认做是以诺（《创世纪》5.18-24）。易德立斯/赫耳墨斯被称为“三重智者”赫耳墨斯·特里斯墨吉斯忒斯因为他有三个来源。第一个赫耳墨斯相当于托特，是一个“文明英雄”，是神学秘密的起源者，是使得这个世界运动的智慧的启蒙者。他创造了圣书体的神圣科学。第二个赫耳墨斯来自于巴比伦，他是毕达哥拉斯的启蒙人。第三个赫耳墨斯是炼金术的第一名老师。伊斯兰学者皮尔·洛利写道：“赫耳墨斯是一个没有面孔的先知，与《圣经》和《古兰经》里的大多数其他人物不同的是他没有明确的和显著的特征。”通常把特里斯墨吉斯忒斯看作是“三重伟人”的说法把他与易德立斯的特征联系到一起：作为神的信使，即先知；作为智慧的来源；和作为世界规律的王，即苏丹。

### 其他辨认
由于易德立斯这个名字在发音上和上面提到的两个人物的名字相差太大，一些历史学家提出《古兰经》里的人物应该是从“安德烈亚斯”衍生来的。这个名字来自叙利亚的《亚历山大小说》，里面有一个能够获得永生的厨师叫这个名字。此外历史学家克罗恩还建议易德立斯和安德烈亚斯都是从阿卡德史诗阿特拉哈西斯衍生出来的。

## 书籍
- Ibn Khaldun, Mukkadimma, tr. Rosenthal, i, 229, 240, n. 372; ii, 317, 328, 367ff.; iii, 213
- Ya'kubi, i, 9
- Kissat Idris, c. 1500, MS Paris, Bibl. Nat. Arabic 1947
- Djahiz, Tarbi, ed. Pellat, 26/40
- 布哈里聖訓, Prayer, I, Krehl, i, 99-100; Prophets, 4, Krehl, ii, 335
- A.E. Affifi, Mystical Philosophy of Ibn Arabi, Cambridge, 1939, 21, 110
- 塔巴里, 歷代先知與帝王史, I: From Creation to Flood, 172-177
- Balami, tr. Zotenberg, i, 95-99
- 塔巴里, Tafsir, xvi, 63ff., xvii, 52
- Masudi, Murudj, i, 73
- D. Chwolsson, Die Ssabier und der Sabismus, St. Petersburg, 1856

## 外部連結
- prophets (a.s.) - when & where